# Numismatique & Change
Numismatique & Change (anciennement Numismatique) est un magazine mensuel français consacré à la numismatique et au papier-monnaie, créé en octobre 1972 par René-Louis Martin et publié jusque juillet 2016.
Créée sous le titre Numismatique et sous-titré Le premier mensuel français de la monnaie, la revue a changé de titre au 15e numéro (janvier 1974), né de la fusion avec le mensuel Change, bulletin trimestriel d'information et de bibliographie : banque, commerce, comptabilité, finance, numismatique, fondé en 1931. 
Dans sa phase finale, il était dirigé par Arnaud Habrant et son rédacteur en chef était Charles Hervis.
Dans son numéro 479, la revue annonce sa propre disparition en raison de la chute de ses ventes.